# Дракончиковидні
Дракончиковидні (Trachinoidei) — підряд ряду окунеподібних, найбільшого ряду риб. Включає таких відомих представників, як морських дракончиків і зіркоглядів.